# مايك ديفلن
مايك ديفلن (بالإنجليزية: Mike Devlin)‏ هو مدرب رياضي أمريكي، ولد في 16 نوفمبر 1969 في بلاكسبرغ في الولايات المتحدة.

## وصلات خارجية
- مايك ديفلن على موقع مرجع كرة القدم المحترفة.كوم (الإنجليزية)